# Lahar (mitologia)
|  | Per a altres significats, vegeu «Lahar (desambiguació)». |

Lahar va ser, a la mitologia sumèria, una deessa protectora dels ramats, especialment de les ovelles.
Vivia a la ciutat sagrada de Du-Ku, on hi havia un turó des del que s'oferien els sacrificis als anunnaki. A aquesta divinitat se la coneix principalment per un dels textos de les anomenades Disputes sumèries, conegut amb el nom de Disputa entre l'ovella i el gra. Al poema no es diu qui va ser el seu pare, però se suposa que la va crear o engendrar Enki, encara que hi ha un encanteri on es parla d'Ea, el déu de les aigües dolces, com el seu progenitor.
Al text de la Disputa, la deessa Lahar, després de beure alcohol, discuteix amb la deessa Ashnan, divinitat del gra, també borratxa, sobre quina de les dues és més beneficiosa pels homes i pels déus. Finalment la solució de la disputa la va haver de donar Enlil, el déu suprem, a petició d'Enki, que proclama que la deessa del gra és la guanyadora, ja que sense el gra, l'element més bàsic, no hi ha prou nutrició.